# ایروینگتون (آیووا)
ایروینگتون (به انگلیسی: Irvington) شهری در ایالت آیووا کشور ایالات متحده آمریکا است که جمعیت آن در سرشماری سال ۲۰۱۰ میلادی، ۳۸ نفر بوده‌است.